# سلولاز
سلولازها (به انگلیسی: Cellulase) دسته ای از آنزیم‌ها هستند که عمدتاً توسط قارچ‌ها، باکتری‌ها و پروتوزوآها تولید می‌شوند و فرایند تجزیه سلولز و برخی عوامل مرتبط با پلی ساکارید را کاتالیز می‌کنند. همچنین این نام برای هر مخلوط طبیعی یا مجموعه ای از آنزیم‌های مختلف، که بصورت پیاپی یا هم افزایی برای تجزیه مواد سلولزی عمل می‌کنند، استفاده می‌شود.
سلولازها مولکول سلولز را به مونوساکاریدها ("قندهای ساده") مانند بتا-گلوکز یا پلی‌ساکاریدها و الیگوساکاریدهای کوتاهتر تجزیه می‌کنند. تجزیه سلولز از نظر اقتصادی از اهمیت قابل توجهی برخوردار است، زیرا باعث می‌شود ماده اصلی تشکیل دهنده گیاهان برای مصرف و استفاده در واکنش‌های شیمیایی در دسترس قرار بگیرد. واکنش خاص درگیر در این فرایند آبکافت پیوندهای ۴٬۱-بتا-دی-گلیکوزیدی در سلولز، همی سلولز، لیکنین و بتا-دی-گلوکان‌های غلات است. از آنجا که مولکولهای سلولز با پیوندی قوی به یکدیگر متصل می‌شوند، سلولز در مقایسه با تجزیه پلی ساکاریدهای دیگر مانند نشاسته نسبتاً دشوار است.
اکثر پستانداران توانایی بسیار کمی در هضم فیبرهای غذایی مانند سلولز در دستگاه گوارش خود دارند. در بسیاری از حیوانات گیاهخوار همچون نشخوارکنندگان مانند گاو و گوسفند و تخمیر کننده‌های روده‌ای مانند اسب، سلولازها توسط باکتری‌های همزیست تولید می‌شوند. سلولازهای درون‌زاد توسط برخی حیوانات متازوآیی مانند برخی از موریانه‌ها، حلزون‌ها،و کرم‌های خاکی تولید می‌شوند.

## مطالعه بیشتر
- Chapin FS, Matson PA, Mooney HA (2002). Principles of terrestrial ecosystem ecology (PDF). New York: Springer. ISBN 978-0-387-95439-4. Archived from the original (PDF) on 2016-03-05. Retrieved 2014-07-04.
- The Merck Manual of Diagnosis and Therapy, Chapter 24
- Deka D, Bhargavi P, Sharma A, Goyal D, Jawed M, Goyal A (2011). "Enhancement of Cellulase Activity from a New Strain of Bacillus subtilis by Medium Optimization and Analysis with Various Cellulosic Substrates". Enzyme Research. 2011: 151656. doi:10.4061/2011/151656. PMC 3102325. PMID 21637325.
- Zafar M, Ahmed S, Khan MI, Jamil A (May 2014). "Recombinant expression and characterization of a novel endoglucanase from Bacillus subtilis in Escherichia coli". Molecular Biology Reports. 41 (5): 3295–302. doi:10.1007/s11033-014-3192-8. PMID 24493451.